# 센텀스카이비즈
센텀스카이비즈(영어: Centum Sky Biz)는 대한민국 부산광역시 해운대구 재송1동에 위치한 오피스 빌딩이다. 지상 42층, 지하 4층, 높이 154m로 되어 있고 총 951대의 주차가 가능하다. 센텀시티의 중심, 센텀의 지식산업센터 건물이다. 센텀 스카이비즈 성공분양 효과고 센텀시티 한복판의 최고상권이고 센텀 약 6만명의 유동인구 수용이 가능하고 1층 앞 사람들의 모이는 중앙광장이지만 상주 및 유입인구는 약 7,000여명이다.

## 역사
2007년 7월부터 이 부지에 신축건물을 짓는다고 계획이 있었다. 2008년 12월에 착공하여 2010년 12월에 준공하기로 하지만 이후 2010년 7월에 착공하여 2012년 7월에 준공한다는게 목표인데 계약 변경 후 지키지 않았다. 2013년에 47층짜리 빌딩을 짓는다고 하지만 2014년에 착공하였고 2015년에는 센텀산업단지에 센텀스카이비즈의 분양이 완료되었다. 지상 42층 지식산업센터 건물을 짓고 2017년 10월 16일에 준공되었다.

## 구성
A동은 지상 42층, 지하창고 53실, 지상 18실/2층 ~ 42층(154m) 지상 아파트형 공장 431실/상가 3실이 있고 B동은 지상 6층, 지하창고 20실/상가 지상 6실, 지하 9실/2층 ~ 6층 아파트형 공장 39실이 있다.
| 건물 | 층수 |
| ---- | ---- |
| A동  | 42층 |
| B층  | 6층  |

## 높이
높이는 A동 기준 154m이고 지상 42층이다. 완공 당시 해운대구에서 가장 높은 지식산업센터가 되었다. 완공 당시 재송동에서 가장 높은 오피스 빌딩이 되었다. 현재 해운대구에서 가장 높은 지식산업센터다. 현재 재송동에서 가장 높은 오피스 빌딩이다. 이 지식산업센터 건물은 재송동에서 완공 후 가장 높은 지식산업센터가 되었고 현재 재송동에서 가장 높다.

## 특징

### 구조
지식산업센터들이 있다. 높은 지식산업센터하면 해운대구에서 이 지식산업센터라는 건물을 가리킨다. 주요 용도/기타 용도는 지식산업센터고 공장 시설이 있고 기타공장 시설이 있다.

### 조망
광안대교 및 수영강 조망이 가능하다. 10층에는 부산 수영구에 위치한 협성르네상스아파트 등 아파트 단지들이 보이고 42층(154m)에는 센텀시티의 센텀 리더스 마크, WBC 더 팰리스가 보이고 마린시티의 아파트 단지인 해운대 아이파크, 해운대 두산 위브 더 제니스가 보인다.

### 엘리베이터
총 16대가 있다. 저층부는 5대, 고층부는 5대가 있는데 따로 운행되고 있다. 승객용은 A동은 11대, B동은 2대, 화물용은 A동은 2대, B동은 1대가 있다. 비상용은 소방구조용이고 피난용 구간이 있다.

## 갤러리

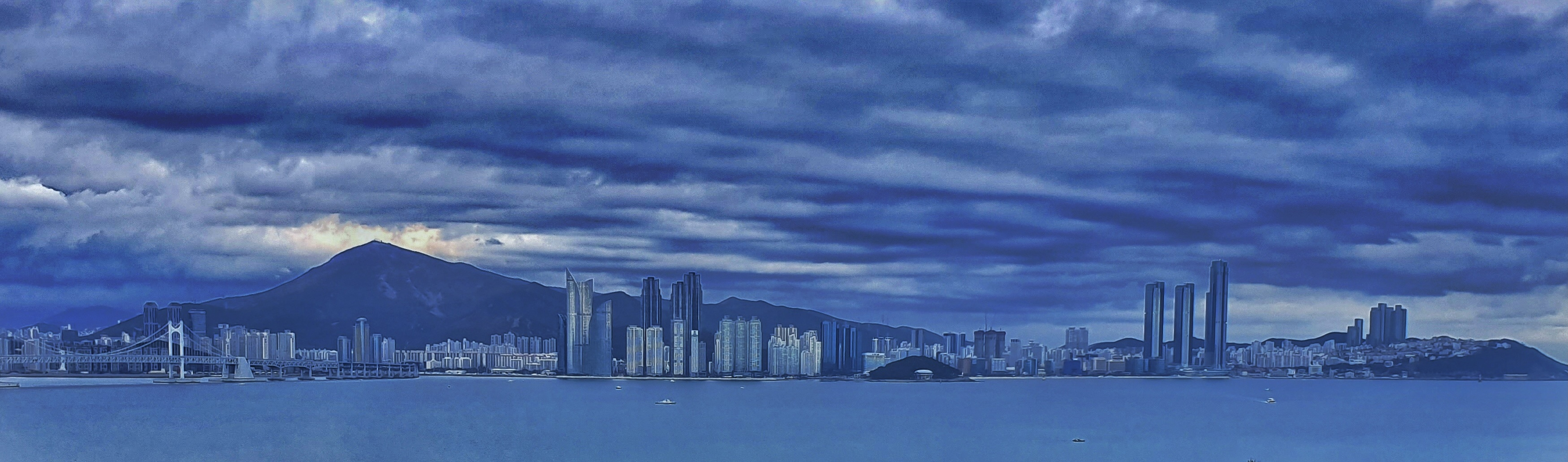
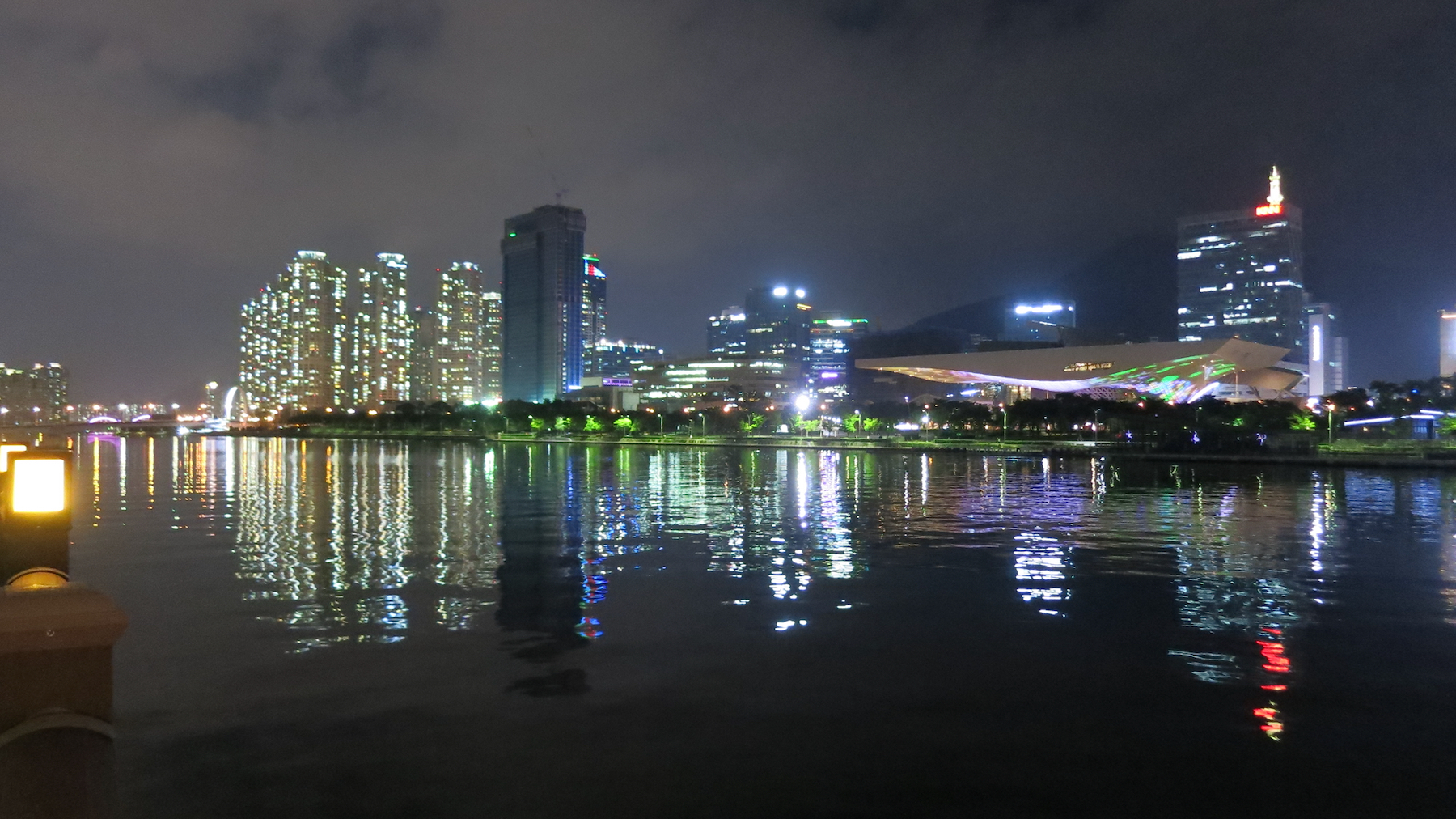
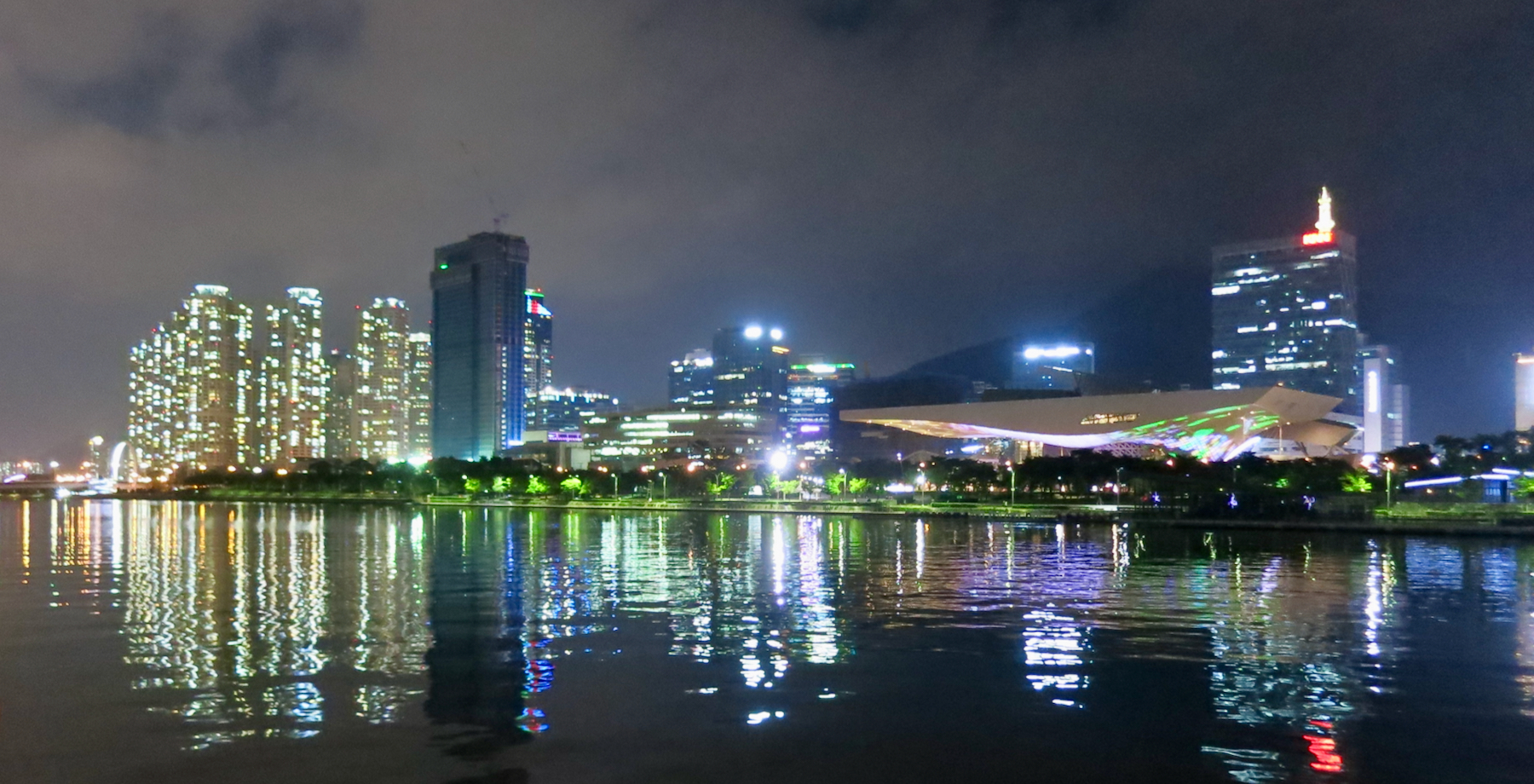

## 내부 시설

### A동
| 층수                | 시설         |
| ------------------- | ------------ |
| 27층 ~ 42층         | 지식산업센터 |
| 26층                | 피난안전구역 |
| 2층 ~ 25층          | 지식산업센터 |
| 1층                 | 로비         |
| 지하 4층 ~ 지하 1층 | 지하주차장   |

### B동
| 층수                | 시설         |
| ------------------- | ------------ |
| 2층 ~ 6층           | 지식산업센터 |
| 1층                 | 로비         |
| 지하 4층 ~ 지하 1층 | 지하주차장   |

## 같이 보기
- 부산광역시의 마천루 목록